# Liste der Baudenkmäler in Xanten
Die Liste der Baudenkmäler in Xanten enthält die denkmalgeschützten Bauwerke auf dem Gebiet der Stadt Xanten im Kreis Wesel in Nordrhein-Westfalen (Stand: September 2020). Diese Baudenkmäler sind in der Denkmalliste der Stadt Xanten eingetragen; Grundlage für die Aufnahme ist das Denkmalschutzgesetz Nordrhein-Westfalen (DSchG NRW).

| Bild                                                    | Bezeichnung                                             | Lage                                            | Beschreibung | Bauzeit                                                                                                | Eingetragen seit | Denkmal- nummer |
| ------------------------------------------------------- | ------------------------------------------------------- | ----------------------------------------------- | --- | --- | ---------------- | --------------- |
| weitere Bilder                                          | Arme-Mägde-Haus                                         | Xanten Brückstraße 3/5 Karte                    | | Ende 15. Jh.                                                                                           | 18.12.1981       | 1               |
| Immunitätsmauer                                         | Immunitätsmauer                                         | Xanten Karthaus Karte                           | Wehrmauer des ehemaligen Immunitätsbezirks, der Bischofsburg, Dom, Stift und einige weitere Gebäude umfasste | Mittelalter                                                                                            | 18.12.1981       | 2               |
| weitere Bilder                                          | Michaelstor                                             | Xanten Markt/Kapitel Karte                      | | 11. Jh. (Unterbau) 1472–1478 (Kapelle, Turm)                                                           | 18.12.1981       | 3               |
| weitere Bilder                                          | Evangelische Kirche                                     | Xanten Kurfürstenstraße 3 Karte                 | | 1648                                                                                                   | 18.12.1981       | 4               |
| Wohnhaus                                                | Wohnhaus                                                | Xanten Kapitel 1 Karte                          | | 1760                                                                                                   | 18.12.1981       | 5               |
| Wohnhaus mit Gartenanlage                               | Wohnhaus mit Gartenanlage                               | Xanten Kapitel 10 Karte                         | Traufständiges Gebäude mit Garten und Pavillon | Mittelalter (Kern) 1662 (Umbau) Mitte 18. Jh. (Erneuerung)                                             | 18.12.1981       | 7               |
| weitere Bilder                                          | Dom St. Viktor: Stiftsgebäude                           | Xanten Kapitel 22/23 Karte                      | inklusive Kreuzgang, Kapitelsaal, Kellnerei, Bibliothek und Bannita Statue des Heiligen Viktor an der Nordwand mit älterer Säule ist unter der Denkmalnummer 16 eingetragen | 11. Jh. (Kern) 1440–1441 (Erweiterung) 1543–1546 (Kreuzgang) 1547 (Bibliothek) 16. Jh. (Erweiterungen) | 18.12.1981       | 8               |
| weitere Bilder                                          | Antoniuskapelle                                         | Xanten Siegfriedstraße/Antoniusstraße Karte     | | Spätmittelalter 17. Jh. (Erneuerung)                                                                   | 18.12.1981       | 9               |
| Nordwestturm des frühromanischen Stiftbezirks           | Nordwestturm des frühromanischen Stiftbezirks           | Xanten Klever Straße 9 Karte                    | Eckturm der ehemaligen Bischofspfalz, die unter der Denkmalnummer 19 eingetragen ist | 10./11. Jh.                                                                                            | 18.12.1981       | 10              |
| Erzbischöfliche Burg                                    | Erzbischöfliche Burg                                    | Xanten Kapitel Karte                            | Reste der ehemaligen Bischofsburg, bestehend aus Mauerresten eines Gebäudeteils sowie Teile einer rechtwinklig einspringenden Backsteinmauer | 10. Jh. (Gebäude) 1389 (Mauer)                                                                         | 18.12.1981       | 11              |
| Propstei/Schule/Marienkapelle                           | Propstei/Schule/Marienkapelle                           | Xanten Kapitel 25 Karte                         | | 1530–1535                                                                                              | 18.12.1981       | 12              |
| Wohnhaus                                                | Wohnhaus                                                | Xanten Kapitel 13 Karte                         | zweigeschossiges Backsteingebäude | 2. Hälfte 15. Jh. 1754 (Vorderhaus)                                                                    | 18.12.1981       | 13              |
| Wohnhaus                                                | Wohnhaus                                                | Xanten Kapitel 6 Karte                          | Gebäude bestehend aus ursprünglich zwei separaten, im rechten Winkel anstoßenden Wohnhäusern | Mittelalter (Kern) Mitte 18. Jh. (Erweiterung) 18. Jh. (Südbau)                                        | 18.12.1981       | 14              |
| Wohnhaus                                                | Wohnhaus                                                | Xanten Kapitel 3 Karte                          | L-förmiges Vorderhaus, Hinterhaus mehrfach erneuert | nach 1714 (Vorderhaus) 11. Jh. (Kern Hinterhaus)                                                       | 18.12.1981       | 15              |
| weitere Bilder                                          | Statue des Heiligen Viktor                              | Xanten Kapitel Karte                            | steinerne Statue auf einer staufischen Säule (13. Jh.) an der Ostseite (Bannita-Mauer) der Kellnerei (Stiftsgebäude am Dom), siehe Denkmalnummer 8 | 1. Viertel 13. Jh. (Säule) 1468 (Statue)                                                               | 18.12.1981       | 16              |
| Wohnhaus                                                | Wohnhaus                                                | Xanten Kapitel 2 Karte                          | zweigeschossiges Backsteinhaus mit Satteldach | Anfang 16. Jh.                                                                                         | 18.12.1981       | 17              |
| Kapelle                                                 | Kapelle                                                 | Xanten Holzweg 84 Karte                         | | 1617 (Inschrift)                                                                                       | 18.12.1981       | 18              |
| Kanonikerkurie                                          | Kanonikerkurie                                          | Xanten Klever Straße 9 Karte                    | der Nordwestturm ist unter der Denkmalnummer 10 eingetragen | 10./11. Jh.                                                                                            | 18.12.1981       | 19              |
| weitere Bilder                                          | Berendonckscher Stationsweg                             | Xanten Kapitel Karte                            | mehrfach restaurierter, zum Teil im Zweiten Weltkrieg zerstörter Stationsweg (Kalvarienberg), gestiftet vom Kanoniker Gerhard Berendonck († 1553) | 1536                                                                                                   | 18.12.1981       | 20              |
| Mauerturm                                               | Mauerturm                                               | Xanten Westwall 15/Hagenbuschstraße Karte       | Dreiviertelrund, vor die Mauer tretender, im 19. Jahrhundert als Gartenhaus eingerichteter Turm, dessen Rückseite abgeplattet ist | 15. Jh.                                                                                                | 18.12.1981       | 21              |
| Wohnhaus                                                | Wohnhaus                                                | Xanten Kapitel 11 Karte                         | zweigeschossiges, wahrscheinlich im Kern noch spätgotisches Backsteinhaus mit markantem Treppentürmchen | vor 1500 (Kern) 1627 (Erneuerung)                                                                      | 18.12.1981       | 22              |
| weitere Bilder                                          | Dom St. Viktor                                          | Xanten Kapitel Karte                            | | 1190–1213 (Kern) ab 1263 (Erweiterung) 1437 (Osthälfte) 1483–1519 (Langhaus)                           | 18.12.1981       | 23              |
| Wohnhaus                                                | Wohnhaus                                                | Xanten Viktorstraße 2 Karte                     | freistehendes, zweigeschossiges, verputztes Traufenhaus mit Walmdach | um 1870                                                                                                | 18.12.1981       | 24              |
| weitere Bilder                                          | Gartenhaus                                              | Xanten Markt 16 Karte                           | Gartenhaus des Dechanten Caspar van Ulft, ursprünglich zugehörig zu Haus Kapitel 13. An der Seite zum Markt ein Erker mit Beschlagwerk. | 1624                                                                                                   | 18.12.1981       | 25              |
| Gartentor                                               | Gartentor                                               | Xanten Kapitel 8 Karte                          | Portal aus Back- und Sandstein mit geschweiftem, durch Kugeln verziertem Giebel und einer spitzbogigen Nische mit Skulptur der Anna selbdritt. Das dazugehörige Haus wurde im Krieg vollkommen zerstört.                                                                                 | Ende 15. Jh. (Statue) 17. Jh. (Tor)                                                                    | 18.12.1981       | 26              |
| weitere Bilder                                          | Obelisk                                                 | Xanten Kapitel Karte                            | Obelisk aus Trachyt zu Ehren des Xantener Kanonikers Cornelis de Pauw auf dem Platz westlich des Doms St. Viktor auf Veranlassung Napoleons errichtet. | 1802                                                                                                   | 18.12.1981       | 27              |
| Wohnhaus                                                | Wohnhaus                                                | Xanten Scharnstraße 51 Karte                    | zweigeschossiges Eckhaus | 1768                                                                                                   | 18.12.1981       | 28              |
| Wohnhaus                                                | Wohnhaus                                                | Xanten Rheinstraße 25 Karte                     | zweigeschossiges ehemaliges Treppengiebelhaus, dessen Treppengiebel nach Kriegszerstörung nicht wieder hergestellt wurden. Hinter der heutigen unscheinbaren Putzfassade ist die ursprüngliche Fassadengestaltung mit Kreuzstockfenstern unter Entlastungsbögen noch teilweise erhalten. | um 1500                                                                                                | 18.12.1981       | 29              |
| Wohnhaus                                                | Wohnhaus                                                | Xanten Kapitel 14 Karte                         | zweigeschossiges, drei Achsen breites, im Kern möglicherweise noch spätgotisches Haus, das im Krieg stark beschädigt wurde. Schlichte Putzfassade. Rückseitiger Anbau. | vor 1500 (Kern)                                                                                        | 18.12.1981       | 30              |
| Traufenhaus, Hotel van Bebber                           | Traufenhaus, Hotel van Bebber                           | Xanten Klever Straße 10–12 Karte                | Wohnhaus/Hotel | 1782                                                                                                   | 18.12.1981       | 31              |
| Türgewände                                              | Türgewände                                              | Xanten Klever Straße 32 Karte                   | Fassadenteil | | 18.12.1981       | 32              |
| weitere Bilder                                          | ehemalige Karthause                                     | Xanten Karthaus 10–12 Karte                     | Gebäude mit achteckigem Treppenturm, Rest des ehemaligen Kartäuser-Klosters (Kartause) | 1646 (Turm)                                                                                            | 18.12.1981       | 33              |
| weitere Bilder                                          | Gotisches Haus                                          | Xanten Markt 6 Karte                            | Bürgerhaus | 2. Hälfte 15. Jh.                                                                                      | 18.12.1981       | 34              |
| Haus mit Walmdach                                       | Haus mit Walmdach                                       | Xanten Scharnstraße 52 Karte                    | Wohnhaus | | 18.12.1981       | 35              |
| BW                                                      | Kapelle beim Steinbrückshof                             | Birten Römerstraße 43 Karte                     | | | 1981             | 36              |
| Haus Erprath                                            | Haus Erprath                                            | Xanten Trajanstraße 13 Karte                    | | | 1981             | 37              |
| Fachwerkhaus                                            | Fachwerkhaus                                            | Xanten Brückstraße 22 Karte                     | Wohnhaus | | 18.12.1981       | 38              |
| weitere Bilder                                          | Siegfriedmühle (Biermannsmühle)                         | Xanten Siegfriedstraße Karte                    | Backsteinbau, rund 25 Meter hoher Galerieholländer, Betrieb nach Blitzeinschlag 1912 aufgegeben | 1744                                                                                                   | 1981             | 39              |
| Treppengiebelhaus                                       | Treppengiebelhaus                                       | Xanten Brückstraße 10 Karte                     | | | 18.12.1981       | 40              |
| BW                                                      | Grabstein Adam van Treck                                | Xanten Holzweg (Friedhof) Karte                 | | 1833                                                                                                   | 18.12.1981       | 41              |
| BW                                                      | Grabstein Florenz Ueberhorst                            | Xanten Holzweg (Friedhof) Karte                 | | 1834                                                                                                   | 18.12.1981       | 42              |
| BW                                                      | Grabstein Wilhelm und Pauline von Haeften               | Xanten Holzweg (Friedhof) Karte                 | | 1836, 1853                                                                                             | 18.12.1981       | 43              |
| Grabstein Familie Prang Kremer                          | Grabstein Familie Prang Kremer                          | Xanten Holzweg (Friedhof) Karte                 | | 2. Viertel 19. Jh.                                                                                     | 18.12.1981       | 44              |
| BW                                                      | Grabstein Familie Schless                               | Xanten Holzweg (Friedhof) Karte                 | | 1858, 1860                                                                                             | 18.12.1981       | 45              |
| Grabstein Familie Dr. Lensing                           | Grabstein Familie Dr. Lensing                           | Xanten Holzweg (Friedhof) Karte                 | | 1872                                                                                                   | 18.12.1981       | 46              |
| Friedhofskreuz                                          | Friedhofskreuz                                          | Xanten Holzweg (Friedhof) Karte                 | | Ende 19. Jh.                                                                                           | 18.12.1981       | 47              |
| BW                                                      | Grabstein Viktor van de Sand, gen. Sandfurth            | Xanten Holzweg (Friedhof) Karte                 | | 1832                                                                                                   | 18.12.1981       | 48              |
| BW                                                      | Grabstein Familie Schmidthüsen Rouenhoff                | Xanten Holzweg (Friedhof) Karte                 | | 1869, 1877                                                                                             | 18.12.1981       | 49              |
| Schweinetürmchen                                        | Schweinetürmchen                                        | Xanten Südwall 48 Karte                         | mittelalterlicher Wehrturm, heute zu Wohnzwecken genutzt | | 18.12.1981       | 50              |
| weitere Bilder                                          | Klever Tor                                              | Xanten Klever Straße 39 Karte                   | Doppeltoranlage | 1393–1400                                                                                              | 18.12.1981       | 51              |
| weitere Bilder                                          | Mitteltor                                               | Xanten Bahnhofstraße 4 / Kurfürstenstraße Karte | im Zweiten Weltkrieg weitgehend zerstört, anschließend rekonstruiert | 1392 (Ursprung)                                                                                        | 18.12.1981       | 52              |
| weitere Bilder                                          | Meerturm                                                | Xanten Bahnhofstraße 4 Karte                    | dreigeschossiger ehemaliger Wehrturm | | 18.12.1981       | 53              |
| Gartenhäuschen                                          | Gartenhäuschen                                          | Xanten Ostwall Karte                            | | | 18.12.1981       | 54              |
| Kanonikerkurie                                          | Kanonikerkurie                                          | Xanten Karthaus 7 Karte                         | Wohnhaus | | 18.12.1981       | 55              |
| weitere Bilder                                          | Commerzbank                                             | Xanten Marsstraße 3 Karte                       | Backsteingebäude mit Rokokogiebel | | 28.01.1982       | 56              |
| Kornbrennerei                                           | Kornbrennerei                                           | Xanten Marsstraße 56 Karte                      | gewerblicher Backsteinbau, ursprünglich Ölmühlenbetrieb, später Dampfkornbrennerei der Familie Scholten, Betrieb in den 1980ern eingestellt, anschließend umgenutzt | 1853                                                                                                   | 02.06.1985       | 57              |
| weitere Bilder                                          | Hitzfeldhof                                             | Wardt Heinrich-Hegmann-Straße 24 Karte          | auch als „Hitsfeldhof“ bezeichnet | | 1982             | 58              |
| Mauerturm                                               | Mauerturm                                               | Xanten Westwall 7 Karte                         | | | 18.12.1981       | 59              |
| weitere Bilder                                          | Kriemhildmühle                                          | Xanten Nordwall 5 Karte                         | | | 18.12.1981       | 60              |
| weitere Bilder                                          | Pfarrkirche St. Martin                                  | Vynen Alt-Vynscher-Weg 2 Karte                  | | | 1981             | 61              |
| Scheune                                                 | Scheune                                                 | Vynen Kirchstraße 16 Karte                      | | | 1981             | 62              |
| BW                                                      | Hallenhaus                                              | Lüttingen Mölleweg 5 Karte                      | | | 1981             | 63              |
| Hallenhaus                                              | Hallenhaus                                              | Marienbaum Lohscher Weg 19 Karte                | | | 1981             | 64              |
| BW                                                      | Hallenhaus                                              | Lüttingen Gartenweg 1 Karte                     | | | 1981             | 65              |
| Hallenhaus                                              | Hallenhaus                                              | Vynen Alter Postweg 2 Karte                     | | | 1982             | 66              |
| BW                                                      | Traufenhaus                                             | Beek Beekscher Weg 66 Karte                     | | | 1981             | 67              |
| BW                                                      | T-förmiges Haus                                         | Beek Hafensteg 2 Karte                          | | | 1981             | 68              |
| Putzbau                                                 | Putzbau                                                 | Marienbaum Uedemer Straße 4 Karte               | | | 1981             | 69              |
| BW                                                      | Traufenhaus                                             | Marienbaum Kalkarer Straße 37 Karte             | | | 1981             | 70              |
| BW                                                      | Traufenhaus                                             | Marienbaum Kalkarer Straße 38 Karte             | | | 1982             | 71              |
| T-Haus                                                  | T-Haus                                                  | Marienbaum Uedemer Straße 3 Karte               | | | 1981             | 72              |
| BW                                                      | Hallenhaus                                              | Marienbaum Uedemer Straße 19 Karte              | | | 1981             | 73              |
| hakenförmiges Haus                                      | hakenförmiges Haus                                      | Marienbaum Uedemer Straße 48 Karte              | | | 1981             | 74              |
| BW                                                      | Hallenhaus                                              | Obermörmter Reeser Straße 57 Karte              | | um 1850                                                                                                | 11.05.1982       | 75              |
| hakenförmiges Haus                                      | hakenförmiges Haus                                      | Vynen Alt-Vynscher-Weg 26 Karte                 | | | 1981             | 76              |
| BW                                                      | Scheune vom Schlagmannshof                              | Wardt Regel 1 Karte                             | | | 1981             | 77              |
| BW                                                      | Seelenhof                                               | Wardt Haus Seelen 1 o. 3 Karte                  | | | 1981             | 78              |
| BW                                                      | Hollandshof                                             | Wardt Schneppenkämp 8 Karte                     | | | 1981             | 79              |
| BW                                                      | Neuwardter Holzhof                                      | Wardt Wardterholzweg 3 Karte                    | | | 1981             | 80              |
| weitere Bilder                                          | Windmühle                                               | Obermörmter Mühlweg 39 Karte                    | nur Mühlenstumpf erhalten | | 1981             | 81              |
| weitere Bilder                                          | Katharinenhof                                           | Wardt Der Steg 2 Karte                          | | | 1981             | 82              |
| weitere Bilder                                          | Harderingsmühle                                         | Wardt Zur Windmühle 8 Karte                     | | 1864                                                                                                   | 1981             | 83              |
| BW                                                      | Haus Lau                                                | Birten Heesweg 2 Karte                          | | | 1981             | 84              |
| BW                                                      | Gamerschlagshof                                         | Grenzdyck 1 (oder 3?) Karte                     | | | 1981             | 85              |
| BW                                                      | Biesemannshof                                           | Birten Rheinberger Straße 19 Karte              | | | 1981             | 86              |
| weitere Bilder                                          | Kreuzkapelle                                            | Xanten Fürstenberg 14 Karte                     | barocke Kapelle am Fürstenberg, auch „Quirinuskapelle“ genannt | ab 1699                                                                                                | 1981             | 87              |
| BW                                                      | Haus Fürstenberg                                        | Xanten Fürstenberg 13 Karte                     | schlossähnliches Wohnhaus | 1843                                                                                                   | 1981             | 88              |
| weitere Bilder                                          | Franziskaner-Kirche                                     | Wardt (Mörmter) Düsterfeld 6–8 Karte            | Kirche des Klosters Mörmter | | 1981             | 89              |
| BW                                                      | zweiteilige Niederungsburg Mörmter                      | Mörmter Düsterfeld Karte                        | | | 1981             | 90              |
| BW                                                      | Hallenhaus                                              | Marienbaum Kalkarer Straße 14 Karte             | | | 1981             | 91              |
| weitere Bilder                                          | Rosenhof                                                | Marienbaum Vynener Straße 18 Karte              | | | 1981             | 92              |
| Küsterei                                                | Küsterei                                                | Wardt Am Kerkend 12 Karte                       | | | 1981             | 93              |
| weitere Bilder                                          | Pfarrkirche St. Willibrord                              | Wardt Am Kerkend 9 Karte                        | | | 1981             | 94              |
| weitere Bilder                                          | evangelische Kirche Düsterfeld                          | Mörmter Düsterfeld Karte                        | | | 1981             | 95              |
| weitere Bilder                                          | Pfarrkirche St. Maria Himmelfahrt                       | Marienbaum Klosterstraße 23 Karte               | | | 1981             | 96              |
| weitere Bilder                                          | Pfarrhaus                                               | Marienbaum Emil-Underberg-Str. 3 Karte          | | | 1981             | 97              |
| BW                                                      | ehemalige Schule, jetzt Kindergarten                    | Lüttingen Pantaleonstraße 18 Karte              | | | 1981             | 98              |
| weitere Bilder                                          | Pfarrkirche St. Pantaleon                               | Lüttingen Pantaleonstraße 16 Karte              | | | 1981             | 99              |
| BW                                                      | Pfarrhaus                                               | Birten Römerstraße 10 Karte                     | | | 1981             | 100             |
| weitere Bilder                                          | Scheune am Goertzhof                                    | Wardt Am Kerkend 7 Karte                        | | | 1981             | 101             |
| weitere Bilder                                          | Pfarrkirche St. Viktor                                  | Birten Römerstraße Karte                        | | | 1982             | 102             |
| BW                                                      | Hallenhaus                                              | Marienbaum Lohscher Weg 8 Karte                 | | | 1981             | 103             |
| BW                                                      | Wesendonkshof                                           | Wardt Wesendonkshof 6 Karte                     | | | 1981             | 104             |
| spätgotisches Haus                                      | spätgotisches Haus                                      | Xanten Kapitel 9 Karte                          | Wohnhaus | | 20.04.1982       | 105             |
| weitere Bilder                                          | Wasserburg Winnenthal                                   | Birten Winnenthal 11 Karte                      | | | 1981             | 106             |
| Hallenhaus                                              | Hallenhaus                                              | Vynen Hammelweg 50 Karte                        | | | 1982             | 107             |
| Hallenhaus                                              | Hallenhaus                                              | Vynen Hammelweg 94 Karte                        | | | 1982             | 108             |
| BW                                                      | Hallenhaus                                              | Vynen Kreuzstraße 22 Karte                      | | | 1981             | 109             |
| BW                                                      | Meersenhof                                              | Wardt Am Meerend 13 Karte                       | | | 1981             | 110             |
| BW                                                      | Traufenhaus                                             | Beek Beekscher Weg 68 Karte                     | | | 1981             | 111             |
| T-förmiges Haus                                         | T-förmiges Haus                                         | Wardt Piestweg 4 Karte                          | | | 1983             | 112             |
| BW                                                      | Haus Grindt                                             | Wardt Haus Grindt 1 Karte                       | auch „Gut Grindt“ oder „Grindhof“ genannt | | 1983             | 113             |
| BW                                                      | T-förmiges Haus                                         | Vynen Alt-Vynscher-Weg 32 Karte                 | | | 1983             | 114             |
| BW                                                      | Hallenhaus                                              | Vynen Kreuzstraße 20 Karte                      | | | 1983             | 115             |
| ehemaliges Forstamt                                     | ehemaliges Forstamt                                     | Xanten Klever Straße 2 Karte                    | | | 06.03.1984       | 116             |
| weitere Bilder                                          | Haus Balken                                             | Marienbaum Kalkarer Straße 2 Karte              | | | 1987             | 117             |
| Wohn- und Geschäftshaus                                 | Wohn- und Geschäftshaus                                 | Xanten Scharnstraße 48 Karte                    | Wohnhaus | | 23.07.1984       | 118             |
| BW                                                      | Hagelkreuz                                              | Lüttingen Hagelkreuzstraße Karte                | | | 1985             | 119             |
| Hallenhaus                                              | Hallenhaus                                              | Marienbaum Uedemer Straße 27 Karte              | | | 1984             | 120             |
| BW                                                      | Altwardter Holzhof                                      | Wardt Wardterholzweg 2 Karte                    | | | 1981             | 121             |
| weitere Bilder                                          | Mauerturm am Nordwall                                   | Xanten Nordwall 7 Karte                         | | | 05.01.1983       | 122             |
| Marktpumpe                                              | Marktpumpe                                              | Xanten Markt Karte                              | | 1736                                                                                                   | 1985             | 123             |
| Pesthäuschen                                            | Pesthäuschen                                            | Xanten Poststraße 1 a Karte                     | | | 1983             | 124             |
| Timmermannshof                                          | Timmermannshof                                          | Vynen Timmermannsweg 8 Karte                    | | | 1984             | 125             |
| Gundershof                                              | Gundershof                                              | Vynen Timmermannsweg 6 Karte                    | | | 2002             | 126             |
| BW                                                      | Haus Haag                                               | Vynen Haagscher Weg 1 Karte                     | auch „Haagschenhof“ genannt | | 1985             | 127             |
| BW                                                      | Schützensaal im Schützenhaus                            | Xanten Fürstenberg 9 Karte                      | | | 1981             | 128             |
| BW                                                      | Äußeres des Hotel Deckers und Dreikönigssaal            | Marienbaum Kalkarer Straße 71 Karte             | | | 11.12.1987       | 129             |
| Husenhof                                                | Husenhof                                                | Obermörmter Husenweg 152 Karte                  | Gutshof außerhalb der Deiche | | 1987             | 130             |
| Wertzhof                                                | Wertzhof                                                | Vynen Kirstscher Weg 1 Karte                    | | | 1981             | 131             |
| BW                                                      | T-förmiges Haus                                         | Birten Römerstraße 18 Karte                     | | | 1987             | 132             |
| Wassermühle Birten                                      | Wassermühle Birten                                      | Birten Zur Wassermühle 41 Karte                 | | | 1989             | 133             |
| BW                                                      | Petersbergerhof                                         | Xanten Fürstenberg 11 Karte                     | | | 1981             | 134             |
| Gaststätte Römerkrug                                    | Gaststätte Römerkrug                                    | Xanten Klever Straße 30 Karte                   | | | 16.12.1990       | 135             |
| Kriegsdenkmal                                           | Kriegsdenkmal                                           | Wardt Am Kerkend, Friedhof Wardt Karte          | | | 1993             | 136             |
| Bahnhofsgebäude Marienbaum                              | Bahnhofsgebäude Marienbaum                              | Marienbaum Zur Bahn 9 Karte                     | | 1904                                                                                                   | 1998             | 137             |
| BW                                                      | Dunkmannshof                                            | Wardt Donkweg 2 Karte                           | | | 1981             | 138             |
| St.-Agnes-Stift                                         | St.-Agnes-Stift                                         | Marienbaum Klosterstraße 4 Karte                | | | 2001             | 139             |
|                                                         | ehemalige Restauration Verhalen                         |                                                 | | |                  | 149             |
| Fassadenmosaik – Hagen ersticht Siegfried an der Quelle | Fassadenmosaik – Hagen ersticht Siegfried an der Quelle | Xanten Markt 36 Karte                           | Farbiges Keramikmosaik mit einer Szene aus der Siegfried-Sage von Hein Driessen | 1954                                                                                                   | 06.11.2015       | 151             |
| BW                                                      | ehemalige Volksschule                                   | Wardt Am Kerkend 13 Karte                       | | 1879                                                                                                   | 15.05.2020       | 152             |
| Wohnhaus (Anbau am Klever Tor)                          | Wohnhaus (Anbau am Klever Tor)                          | Xanten Klever Straße 39 Karte                   | | um 1800                                                                                                | 17.06.2020       | 153             |